# Google Earth
Google Earth（グーグルアース）は、Googleがインターネットを前提として開発したバーチャル地球儀システムである。世界中の衛星写真を、まるで地球儀を回しているかのように閲覧することができる。クライアント・ソフトウェアは2005年6月28日から無料配布が開始された。

## 概要
このバーチャル地球儀システムのアイデア自体はGoogleが生み出したものではなく、メディアアート作品の制作会社であるART+COMが、1994年に商業目的でTerravisionとしてアイデアを考案・システムを開発し、特許まで取得していたものである。1994年に、ART+COMで、ATMによる専用回線と当時世界最高の性能を叩き出していたCGワークステーションであるSGI Onyxを用いてTerravisionの開発を行っていたエンジニアがGoogleに移籍し、インターネットとパソコンを用いてGoogle Earthの開発を開始した経緯がある。この際に、GoogleがART+COMに対して特許料を支払わずに勝手に商業展開を行ったため、ART+COMからTerravisionに関する特許権侵害による訴訟を起こされている。従って、一般人の間でも広く活用されているシステムとなったが、特許権に関する深刻な問題を抱えたまま開発・運用が継続されている。
Google Earthは、地域により異なるが基本的には地球全域はEarthsat社の衛星写真を用いている。北米の一部では、パブリック・ドメインな衛星写真（例：NIMA（National Imagery and Mapping Agency）、ニュージャージー州など）を用い、その他の領域においては衛星写真販売各社（DigitalGlobe、Bluesky など）の衛星写真を用いている。ごく一部の地域ではチャーター機による航空写真を用いている。
先行してベータ版として公開されていた Google マップ自体は、Keyhole社を買収して開始されたサービスである。このため、Google Earthから直接アクセスできる Google Earth BBSも、Keyhole.comドメインとなっている。当初は Google マップと同じだった地点の画像も、Google Earthでは細かく見えるよう、画像が差し替えられている部分がある。
地球全土の解像度や色彩は、一様ではなく、画像が撮影された時期もまちまちである。
標準的な解像度は 15m であるが、大都市や興味深い施設などでは、解像度 1m の高解像度画像が使われている。極めて限られた地域では、解像度 60cm, 30cm, 15cm の画像が使われており（例：マサチューセッツ州ケンブリッジ "Cambridge, Ma."）、この場合は車の車種や、木々が落とす枝の影さえ判別できるほどである。なお、アメリカの治安機密に触れる場所については、モザイクが掛けられていることがある。
日本近辺では当初東京都や横浜市などの大都市部が高解像度であった。台湾・台北、北朝鮮・寧辺の核施設近辺も高解像度であった。
2005年8月にニューオリンズ近辺で発生したハリケーン・カトリーナ被害のため、該当地域を閲覧するためのサーバが特別に用意され、起動時にどのサーバを閲覧するかを選択できるようになっていた。
2005年8月16日に、世界的に高解像度地域が増え、日本近辺では大阪市、名古屋市、札幌市、神戸市、広島市などの主要都市が次第に高解像度となった。
台湾の各都市、韓国のソウルその他の都市、北朝鮮の平壌、中国の上海が高解像度となった。世界の主要都市や核施設なども見ることが可能である。カトリーナやパキスタン地震、日本では東日本大震災による津波の被害状況の衛星写真も確認することができる。
2006年1月10日にMac OS Xに対応したバージョンが公開された。
2006年2月にアメリカでは、Google Earthと連携したカーナビがフォルクスワーゲンより発表された。
2008年10月27日、iPhoneやiPod touchなどのiOSに対応したGoogle Earth for iPhoneを公開した。2010年2月22日には同社が提供するAndroid 2.1以上に対応したバージョンを公開した。
2010年4月27日に、Google マップ上でGoogle Earthの3DCGを表示できるプラグインが公開された（Google Earth単体に比べ、機能面が制限されている）。
Google Earth 4 ベータ版（Ver.4.0.2080）のアップデートにより日本語に対応した。また、日本のスポット情報が提供されるようになったほか、簡単な3Dポリゴン表示も利用できるようになった。
Google Earth 5では、海中を表示したり、航空写真を時代をさかのぼって表示したり、ツアーを録画することが可能である。火星を表示するモードも利用できる。
Google Earth 6からは、検索機能の強化、Google+との統合、樹木の3D表示、航空画像のシームレスな表示などの機能が追加された。またストリートビューがレイヤから廃止され、Google マップのようにペグマンをドラッグして、シームレスにストリートビューに切り替わるように変更された。
2017年7月11日に公開されたGoogle Earth 7.3.0よりpro版に一本化された。

## 特徴
- 設定や地域によるが、大抵の山がポリゴンになっており、画面を傾けると立体的な表示となる。Google Earth 5からは、海中を立体的に表示することも可能になっている。
- カーソル地点の標高がすぐに表示される。
- Google Earth 4 ベータ版になり、世界の主要都市に加え、日本国内の主要都市も3Dビルディングにより再現できる。また、Google SketchUpにより自分で作成した3Dを表示することもできる。
- 星座などが表示できるSky機能。
- 月や火星の探査。
- ゲームパッドまたはキーボード・マウスで操作できるフライトシミュレータモードを内蔵（F-16とSR-22の2機種を操縦できる）。フライトシミュレータはイースターエッグではなく、仕様として実装されている（#外部リンク参照）。

## バージョン履歴
| バージョン | リリース日 | 変更点                                                              |
| ---------- | ---------- | ------------------------------------------------------------------- |
| 1.0        | 2001年7月  |                                                                     |
| 1.4        | 2002年1月  |                                                                     |
| 1.6        | 2003年2月  |                                                                     |
| 1.7.2      | 2003年10月 |                                                                     |
| 2.2        | 2004年8月  |                                                                     |
| 3.0        | 2005年6月  | - GoogleがKeyhole, Inc.を買収した後にリリースされた最初のバージョン |
| 4.0        | 2006年6月  |                                                                     |
| 4.1        | 2007年5月  |                                                                     |
| 4.2        | 2007年8月  | - Google Skyを導入 - フライト シミュレータを追加                    |
| 4.3        | 2008年4月  | - Google ストリートビューを追加                                     |
| 5.0        | 2009年5月  | - Google Oceanを導入 - 過去のイメージを追加                         |
| 5.1        | 2009年11月 |                                                                     |
| 5.2        | 2010年7月  |                                                                     |
| 6.0        | 2011年3月  | - 樹木の3D表 示を追加                                               |
| 6.1        | 2011年10月 |                                                                     |
| 6.2        | 2012年4月  |                                                                     |
| 7.0        | 2012年12月 | - 3D画像データをサポート - ツアー機能の導入                         |
| 7.1        | 2013年4月  |                                                                     |
| 7.3        | 2017年7月  | - Google Earth Proが標準バージョンになる                            |
| 9.0        | 2017年4月  | - 再設計されたバージョン。Google ChromeとAndroidのみ利用可能。      |

### Google Earth Pro

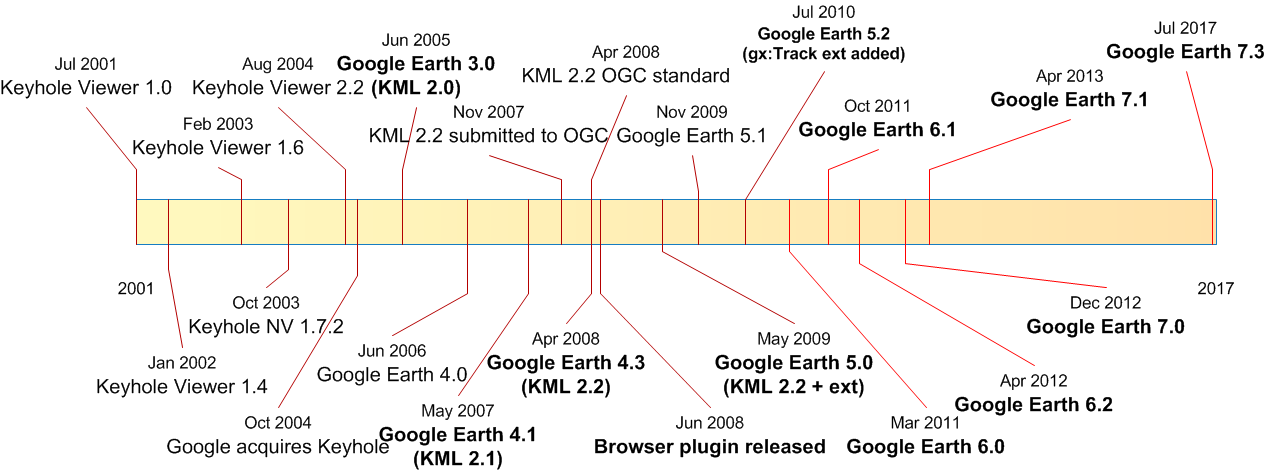
タイムラインで示したKMLとGoogle Earthの履歴

研究機関・教育機関向けのプロスペック版だったが、2015年1月より、無料のライセンスキーを取得し一般向けに利用可能となった。
Windows、macOS X10.8以降、Linuxで利用可能。
- より高速なデータ転送を保証
- 無料版・プラス版より高解像度領域が広い
- 高度な検索機能。ホテルやレストランなどを直接検索可能
- より詳細なレイヤー情報、交通情報等
- スケッチや都市計画の青写真を取り込み可能な、より高度なオーバーレイ機能
- 2,500データまでのCSVインポート機能
- サードパーティーによるアドオンデータをサポート

### Google Earth Plus
2008年12月に廃止された。
有料版の「Plus」では、次のような機能が付加されていた。
- GPSアダプタを持っている場合、モバイルPCで自分の位置をGoogle Earthで確認できる
- より高精度な印刷が可能となる（無料版の印刷解像度は、ディスプレイの標準的な解像度である72dpiのみ）
- 電子メールによるカスタマーサポートが得られる（英語）
- annotation（注釈機能）：写真やスケッチを kml（kmz）で共有できる
- CSVファイルからのインポート・エクスポート機能が利用できる

料金は年間20米ドルで、クレジットカード決済のみ。

### Web版Google Earth
2017年4月18日に公開された。Web版「Google Earth」は、ウェブブラウザで2D/3D CGを表示するための標準JavaScript APIであるWebGLで実装されている。
初期のWeb版はGoogle Native Client（NaCl）を使用していたため、対象ブラウザはGoogle Chromeに限定されていた。試験運用版として、2019年6月からNaClからWebAssemblyへ移行したバージョンが提供開始された。ただし、試験版公開の時点では、FirefoxやOpera上ではシングルスレッド動作に制限されていたためにサポート対象外とされていた。2024年現在、Microsoft Edge、Firefox、Opera、Safariも対象ブラウザに追加されている。

### Google Earth プラグイン
ウェブブラウザ上でGoogle Earthを動作させるプラグイン。2017年1月11日に廃止された。

## 操作と表示
基本的なインターフェースは、マウスのドラッグで移動し、画面下のコンソールパネルで拡大縮小、回転、ティルト（傾き）を調整するが、ダブルクリックや右ボタンドラッグ、ホイール操作にも動作が割り付けられており、慣れればマウスだけでもかなりの操作が可能となる。Altキーを押しながらの操作は、たいていの場合「緩やかに」という指定になる。
基本的には、画像データはPC上に置かず、すべてインターネット経由で Googleのサーバから転送する。回線速度が遅いユーザーは、高解像度領域を表示した時に特に表示が遅くなってしまう。転送された画像データは、メモリとハードディスクにそれぞれキャッシュするようになっている。
描画エンジンにはOpenGLとDirectXを選択することができる。
多彩なオプションが用意されており、カスタマイズができる。国境線（北米などでは州境）を線で表示できるほか、多様なオプション表示（ホテルなどの商業施設、空港などの公共交通施設など）が選択可能である。
Bentley Systemsの主力製品である3次元CAD：MicroStation によりGoogle Earthへ3Dモデルをエクスポートできるようになった。それらのモデルに word、excel、pdfなどのファイルやモデルに関するCADデータなどのリンクを設定し、Google Earth上で情報共有できるようである。

## Fly to機能
地名や座標を入力するための Fly to というテキストボックスがある。
地名などを検索する機能があるが、予想通りの動作をしないことがある（例えば "Fuji, Japan" と入力すると、北海道・斜里岳付近に移動する）ため、日本人にとっては使いにくいものとなってしまっている。綴りのミスも散見される。（例：香川県丸亀市→Maragume）（最新バージョンでは、ほとんど入力通りの動作をする）
地図が手元にあり、座標が分かっていれば、
- 22.311344,114.204941（10進法表現）
- 18d20'39.05N,66d45'10.51W（60進法、度・分・秒表現）
- 69 00 22 S 39 35 24 E（同じく60進法表現）

のような指定法も可能である。
Google マップの座標を Google Earth で閲覧するためには、URLの一部をコピーして、Google Earthの「Fly to」に貼り付ける方法が手っ取り早い。具体的には、URL中の"ll="に続く数字（例："34.914551,-117.882271"）をコピーし、Fly to に貼り付ける。
2019年現在、日本語による住所検索に対応している。指定された住所を入力すればその付近へ移動する。

## 地点の保存と公開
Google Earthでは、Placemarkを置いてその上でセーブ操作を行うと、KMLファイルまたはKMZファイル（KMLファイルをZIP形式で圧縮したもの）をローカルに保存できる。
これをWebページにアップロードして、ユーザーにダウンロードさせるという手法が取れる。Google Earthがインストールされていれば、拡張子 .kml と .kmz ファイルは Google Earthに関連づけがなされるため、非常に便利である。
地点を連続して移動する「ツアー」機能がある。

## 三次元モデル作成ツール
2013年以降は、建物やその他オブジェクト類の3Dモデル制作がコンピュータによって自動化されている。そのため現在は、手作業による制作物の公開はできなくなっている。それまで提供されていた制作ツールは以下となる。
- SketchUpは、2006年にGoogleが買収後、Google Earthと連携して建物の三次元モデルを作成する機能を備えた。2017年現在も利用可能である。

- Google ビルディング メーカーは、ウェブブラウザ上でGoogle Earth用の三次元モデルを作成するウェブサイト。2013年にサービス終了し、現在は利用不可となっている。

バイナリは無料版と共通であり、インストール先のディレクトリ名が plus になっているため、混乱するユーザーも散見されるが、課金の手続きを踏まなければPlus版にはならない。閲覧にとどめ、付加機能を利用しないのであれば、無料のまま使い続けることができる。

## Google Earth Studio
Earth Studioは、Google Earthの衛星画像と3D画像を使ったブラウザベースのアニメーションツールである。３D都市の建物の静止画や動画、航空写真などを作成する事ができる。
Earth Studioの機能は、他の業界標準アニメーションツール同様に、キーフレーム編集機能を使用しており、3D画像をズームインまたはズームアウト、オブジェクトを撮影したり、オブジェクトから別のオブジェクトに移動（飛行ルートを設定）して撮影を行う。
クックスタート機能は、5つの好みのテンプレートを選択し、位置、回転、移動速度、地点間ジャンプを設定する事により簡単に動画が作成でき、カスタム機能で太陽の位置やカメラの視野などの効果設定も可能である。また、編集時に地図のラベルやピンを追加し、Adobe After Effectsへのエクスポートにも対応する。
レンダリングされたビデオをエクスポートするのではなく、すべてのフレームをJPEG形式でエクスポートするので、画像処理ソフトウェアなどで動画ファイルに加工する必要がある。
Earth Studioは、ニュース、研究、教育、非営利目的で無料で使用できるが、使用の際は、Googleアカウントでアクセス権を取得する必要がある。

## Google Earth タイムラプス
2021年4月にGoogleやNASA、米国地質調査所のランドサットプログラム衛星が協力し、過去に撮影した画像をタイムラプス形式で振り返る機能が登場。過去37年間に撮影された2400万枚の衛星写真をインタラクティブな4D体験にまとめたものがGoogleEarth上で見ることができる。
タイムラプスは、高度な3Dグラフィックレンダリング技術を使用して、地表の山、谷、建物などの上に重ねています。Google Earthのタイムラプスでは、現在地、画角、ズームレベルに適した動画を地球上のすべての場所に対してピクセル単位の計算処理を行うことで、雲のないタイムラプス動画をその場でシームレスにつなぎ合わされ、パン、ズーム、探索に応じて更新されるようになっている。
タイムラプス機能は誰でも簡単に使うことができ、1985年から2022年（2024年現在）までの画像とタイムラプスを見ることができ、タイムラプス速度は0.5倍速、1倍速（等速）、2倍速から選べる。今後10年間は1年ごとに新しい画像が追加されていく予定。

## テレビ番組での使用例
Google Earthの知名度と解像度の高さ、画像データの豊富さからニュース映像で衛星写真として取り上げたり、バラエティ番組で目的地を紹介する際の映像として取り上げるケースもある。

## 問題点
- 1994年にメディアアート作品の制作会社であるART+COMが開発して展示を行った、Terravisionと呼ばれるバーチャル地球儀システムに関する特許権侵害により、2014年にART+COMから訴訟を起こされている[1]。元々、ART+COMでTerravisionの開発に参加していたエンジニアがGoogleに移籍し、Google Earthの開発を開始した経緯がある。
- 2005年8月18日に韓国のとある掲示板からの抗議により、日本海の英語名が「Sea of Japan (East Sea)」から「East Sea (Sea of Japan)」と変更され、日本側から抗議が Google に殺到した。結局、朝鮮半島側の海を「East Sea」とし、日本側の海を「Sea of Japan」と表示することで決着した。
- Google Earth並びにGoogle マップに組み込まれている Google ストリートビューでは、撮影チームが景色の撮影を行うことで、車のナンバープレートさえ読み取れるほどの解像度の映像を提供しているが、撮影が許可無く私道で行われたりする場合もあり、個人のプライバシーを侵し、犯罪にも利用されかねないとして問題視する声もあり、アメリカ、ペンシルベニア州の住民がストリートビューで自宅内部を勝手に公開されたとして、Googleを相手に裁判を行っている。その中で Googleが答弁として「現代では完全なプライバシーなどは存在しない」と反論[14]、非難を浴びた。プライバシー保護団体がGoogle Earthを使って、Google幹部の車のナンバーや自宅、さらには通勤ルートを特定することに成功している[15]。

### 戦時改描
- 各国の秘密事項である軍事基地、政府施設（議事堂・大統領府など）、原子力発電所、刑務所など、外部に公開されると都合の悪い重要施設の衛星写真も容易に見ることができるため、テロリストがこれらの重要施設を攻撃し、またはそれらを準備する際の資料に転用される可能性があるとして、インド・タイ・オランダ・韓国などが非難を行った。NATO軍ガイレンキルヒェン航空基地や刑務所といった、一部の重要施設にはモザイク処理やぼかしなどで隠蔽している。イスラエルの高解像度画像については法的に公表が差し控えられている。
- 2008年3月6日には、アメリカ合衆国国防総省の依頼に応じ、米軍基地の一部の画像を削除した。